# Henriksenia
Henriksenia Lehtinen, 2005 è un genere di ragni appartenente alla famiglia Thomisidae.

## Distribuzione
Le due specie note di questo genere sono diffuse in Asia orientale, Asia sudorientale, e in Nuova Guinea; la specie dall'areale più vasto è la H. hilaris rinvenuta in varie località della zona compresa fra l'India e le Filippine e in Nuova Guinea

## Tassonomia
La specie tipo ha una storia tassonomica alquanto intricata essendo stata trasferita diverse volte in ben 5 generi diversi dal 1877 (Misumena nel 1877 e nel 1980; Synema nel 1913; Misumenops nel 1944; Diaea nel 1955, 1968 e 1980; Misumenoides nel 1965, 1971 e 1980) prima di assurgere a genere a sé a seguito di un lavoro di Lehtinen del 2005 con la denominazione attuale.
Non sono stati esaminati esemplari di questo genere dal 2005.
A giugno 2014, si compone di 2 specie:
- Henriksenia hilaris (Thorell, 1877)[2] — dall'India alle Filippine, Celebes, Nuova Guinea
- Henriksenia thienemanni (Reimoser, 1931) — Sumatra